# American Automobile Association
De American Automobile Association (AAA) is een Amerikaanse non-profitorganisatie en automobielclub. Deze werd in 1902 opgericht en heeft zijn hoofdkwartier nabij Orlando in Florida. Het heeft onder meer een pechdienst en is verkoper van autoverzekeringen. Het is tevens een lobbygroep voor de automobielgebruiker.
Het was de eerste vereniging die de Amerikaanse formuleracing kampioenschappen organiseerde, inclusief de Indianapolis 500. In 1916 en tussen 1920 en 1955 werd er jaarlijks een kampioenschap gehouden met kampioenstitel. De periode ervoor (1905-1915) werden er geen punten toegekend en was er geen officieel kampioenschap en in de oorlogsperiode 1917-1919 was er ook geen officieel kampioenschap, maar dat werd in 1927 rechtgezet en werden er met terugwerkende kracht coureurs als kampioen aangeduid. In 1951 werd deze kampioenschaplijst nog eens aangepast.
Na de ramp op Le Mans in 1955 besliste de organisatie om te stoppen met het organiseren van het kampioenschap en zich toe te leggen op zijn kerntaken en werd de United States Automobile Club opgericht dat vanaf 1956 het kampioenschap organiseerde tot het er in 1979 op zijn beurt noodgedwongen mee moest ophouden toen de Championship Auto Racing Teams (CART) het kampioenschap overnam en de Champ Car series van start ging.

## AAA-kampioenschapstitels
De volgende rijders wonnen de kampioenschaptitels, de titels voor 1920 (met uitzondering van 1916) werden in 1927 (en revisie in 1951) met terugwerkende kracht uitgereikt.
Harry Harkness (1902), Barney Oldfield (1903), George Heath (1904), Victor Hémery (1905), Joe Tracy (1906), Eddie Bald (1907), Louis Strang (1908), George Robertson (1909), Ray Harroun (1910), Ralph Mulford (1911), Ralph DePalma (1912), Earl Cooper (1913), Ralph DePalma (1914), Earl Cooper (1915), Dario Resta (1916), Earl Cooper (1917), Ralph Mulford (1918), Howdy Wilcox (1919), Gaston Chevrolet (1920), Tommy Milton (1921), Jimmy Murphy (1922), Eddie Hearne (1923), Jimmy Murphy (1924), Peter DePaolo (1925), Harry Hartz (1926), Peter DePaolo (1927), Louis Meyer (1928 en 1929), Billy Arnold (1930), Louis Schneider (1931), Bob Carey (1932), Louis Meyer (1933), Bill Cummings (1934), Kelly Petillo (1935), Mauri Rose (1936), Wilbur Shaw (1937), Floyd Roberts (1938), Wilbur Shaw (1939), Rex Mays (1940 en 1941), Ted Horn (1946, 1947 en 1948), Johnnie Parsons (1949), Henry Banks (1950), Tony Bettenhausen (1951), Chuck Stevenson (1952), Sam Hanks (1953), Jimmy Bryan (1954), Bob Sweikert (1955).